# Li Čuo-žan
Li Čuo-žan (čínsky pchin-jinem Lǐ Zhuórán, znaky 李卓然; 1899–1989) byl čínský komunistický politik, účastník Dlouhého pochodu.

## Život
Pocházel z okresu Siang-siang (v prefektuře Siang-tchan) v provincii Chu-nan. Roku 1920 odjel na studia do Francie. Roku 1923 vstoupil do Komunistické strany Číny. V letech 1926–1930 studoval na Sunjatsenově univerzitě v Moskvě.
Roku 1930 se vrátil do Číny, do Šanghaje, záhy byl vedením strany přeložen do centrální sovětské oblasti, kde působil v různých funkcích, naposled jako komisař 5. sboru čínské Rudé armády. Účastnil se Dlouhého pochodu, zprvu jako komisař 5. sboru, koncem roku 1935 povýšil na zástupce vedoucího politického oddělení 4. frontu. S jednotkami 4. frontu se účastnil jeho západního tažení v Kan-su. Poté sloužil v komunistické oblasti Šen-si–Kan-su–Ning-sia.
Po vzniku Čínské lidové republiky působil v centrálním aparátu komunistické strany, v letech 1954–1966 jako zástupce vedoucího oddělení propagandy ÚV KS Číny a v letech 1954–1955 vedl Ústřední stranickou školu KS Číny.
Za Kulturní revoluce byl perzekvován, po jejím skončení rehabilitován.